# Donald McDonnell
Donald McDonnell (* 5. November 1933 in Sydney, New South Wales; † 11. März 2021) war ein australischer Boxer.

## Biografie
Donald McDonnell gewann 1949 seinen ersten Boxtitel im Fliegengewicht in New South Wales. 1951 gewann er in seiner Gewichtsklasse bei den Canterbury Centenary Games in Neuseeland. Im Dezember des gleichen Jahres wurde er nationaler Meister und qualifizierte sich so für die Olympischen Spiele.
McDonnell startete bei den Olympischen Sommerspielen 1952 in Helsinki im Federgewichtsturnier. Dort unterlag er in seinem ersten Kampf dem Westdeutschen Willi Roth.
Von 1954 bis 1958 war McDonnell als Profiboxer in Australien aktiv, nahm jedoch an keinen Titelkämpfen teil. Von Beruf war er Klempner.